# Lý Hoàn (nhà Đường)
Lý Hoàn (chữ Hán: 李峘, ? – 763), tông thất, quan viên nhà Đường.

## Thân thế
Ông cụ là Ngô vương Lý Khác – hoàng tử thứ ba của Đường Thái Tông.
Ông nội là Lý Côn – vương tử thứ ba của Lý Khác, sau khi mất tặng tước Ngô vương.
Hoàn là con trai trưởng của Tín An quận vương Lý Y – con trai trưởng của Lý Côn.
Là tông thất gần gũi, Hoàn cũng có hộ tịch ở Trường An.

## Khởi nghiệp
Hoàn có tài – đức vẹn toàn; giữa niên hiệu Thiên Bảo (742 – 756) thời Đường Huyền Tông, được làm Nam cung lang, từng làm Điển chư tào hơn 10 năm. Hoàn gặp tang, thương xót chừng mực; trở lại nhận chức, triều đình xét lệ đối với Quận vương tử, phong tước Triệu quốc công.
Dương Quốc Trung nắm quyền, lang quan nào không dựa dẫm ông ta ắt bị đẩy ra ngoài, Hoàn đang ở chức Khảo công lang trung phải ra làm Tuy Dương thái thú. Năm thứ Thiên Bảo thứ 14 (755), Hoàn được trở về kinh sư.

## Trong loạn An Sử
Gặp loạn An Sử, Đường Huyền Tông chạy ra đất Thục, Hoàn đuổi theo đến Hành tại, được trừ chức Vũ bộ thị lang, kiêm Ngự sử đại phu. Ít lâu sau, Hoàn được bái làm Thục quận thái thú, Kiếm Nam tiết độ thái phóng sứ.
Huyền Tông được tôn làm Thái thượng hoàng ở Thành Đô, Kiện nhi Quách Thiên Nhận  trong đêm mưu làm loạn, Thượng hoàng trèo lên lầu Huyền Anh chiêu dụ, loạn quân không nghe; Hoàn với bọn Lục quân Binh mã sứ Trần Huyền Lễ đánh dẹp, nhờ công được gia Kim tử Quang lộc đại phu.
Hoàn theo Thượng hoàng về kinh, được làm Hộ bộ thượng thư.

## Đánh dẹp phiên trấn
Năm Càn Nguyên đầu tiên (758) thời Đường Túc Tông, Hoàn được kiêm Ngự sử đại phu, Trì tiết Đô thống Hoài Nam, Giang Nam, Giang Tây tiết độ, tuyên úy, quan sát xử trí đẳng sứ. Năm thứ 2 (759), triều đình cho rằng Tống Châu thứ sử Lưu Triển nắm binh ở Hà Nam, có ý đồ cát cứ, bèn vờ bái Triển làm Hoài Nam tiết độ sứ, rồi ban mật chiếu cho Dương Châu trưởng sử Đặng Cảnh Sơn với Hoàn tính kế trừ hắn ta. Khi ấy lực lượng của Triển đang mạnh, vừa thụ chiếu, lập tức đem binh vượt sông Hoài. Cảnh Sơn với Hoàn chặn Triển ở Thọ Xuân, bị hắn ta đánh bại. Hoàn bỏ chạy, vượt Trường Giang về giữ Đan Dương, bị kết tội, chịu biếm làm Viên Châu tư mã.
Năm Bảo Ứng thứ 2 (763), Hoàn bệnh mất ở nơi lưu đày, được truy tặng Dương Châu đại đô đốc, được trợ cấp xe công để đưa linh cữu về kinh.

## Mỹ sự: anh em đều quý hiển
Hoàn có 2 em trai là Lý Dịch và Lý Hiện. Nhờ cha là Lý Y dạy dỗ nghiêm khắc, cả ba đều thành tài; Hiện có truyện riêng.
Hoàn theo lệ đã có tước Triệu quốc công, làm đến Hộ bộ thượng thư, là quan nhất phẩm; Dịch cũng làm đến Hộ bộ thị lang, Ngân thanh Quang lộc đại phu, là quan tam phẩm; Hiện nhờ cai trị có công tích, cũng có tước Lương quốc công, làm đến Lại bộ thượng thư, lại là 1 trong các tể tướng, đương nhiên là quan nhất phẩm. Ba anh em đều sống cùng phủ đệ ở làng Trường Hưng. Theo chế độ bấy giờ, Hoàn, Hiện đều được bày trước cửa 16 cây kích, Dịch được bày 12 cây kích , đương thời vinh diệu không nhà nào bì kịp.